# Return of Ultraman
Ultraseven Ultraman Ace
Return of Ultraman (帰ってきたウルトラマン, Kaettekita Urutoraman, « [Le] Retour d'Ultraman » en anglais ou « Ultraman est revenu » en japonais) est une série de tokusatsu et de science fiction japonaise produite par Tsuburaya Productions. Quatrième entrée dans l'Ultra Series, la série fut diffusée sur Tokyo Broadcasting System du 2 avril 1971 au 31 mars 1972. Elle eut assez de succès pour entraîner un deuxième « Kaiju Boom » au Japon, où des studios rivaux produisaient leurs propres séries de tokusatsu et Tsuburaya Productions produisant des nouvelles séries Ultraman chaque année pour les trois prochaines années. Avant la sortie de la série, Ultra Q, Ultraman, et Ultraseven étaient des séries indépendantes, cependant, Return of Ultraman fut la première entrée de la franchise à réunir les trois premières séries en un univers interconnecté.

## Synopsis
La série commence par un combat entre deux monstres géants, Takkong et Zazahn, à Tokyo. Dans la bataille, le jeune coureur automobile Hideki Go se tue alors qu'il essayait de sauver d'un éboulement un petit garçon et un chien. Tout le monde, y compris ses amis et les nouvelles forces de défense MAT (Monster Attack Team), remarque son sacrifice. Un être inaperçu, « New Ultraman » (« Ultraman Jack »), remarque également ce sacrifice. Ce dernier est si touché par l'héroïsme du coureur qu'il décide de combiner sa force vitale avec celle d'Hideki, le ramenant ainsi à la vie. La MAT demande alors à Hideki de joindre son équipe, ce qu'il accepte. En cas de problème, Hideki pourra brandir son bras droit et utiliser sa force de volonté, ce qui aura comme effet de se transformer en New Ultraman pour combattre les monstres. De plus, Ultraman, ainsi qu'Ultraseven, observent de loin les batailles de New Ultraman, et leur offrent leur aide quand ce dernier est en danger.

## Fiche technique
- Titre original : 帰ってきたウルトラマン (Kaettekita Urutoraman)
- Développement: Shozo Uehara, Yoji Hashimoto[1]
- Musique : Shōzō Maita, Tōru Fuyuki
- Décors : Akihiko Iguchi
- Sociétés de production : Tsuburaya Productions
- Sociétés de distribution : Tokyo Broadcasting System, WOWOW
- Pays de production : Japon
- Langue originale : japonais
- Format : couleur - 1.33 : 1 - mono
- Genre : Tokusatsu, Kaiju, Super-héros, Science-fiction
- Nombre de saison : 1
- Nombre d'épisode : 51
- Durée : 24 minutes
- Dates de première diffusion :
  - Japon : 2 avril 1971

## Distribution
Humains,:
- Jirō Dan : Hideki Go/Ultraman Jack
- Nobuo Tsukamoto : Katsuichirō Katō
- Jun Negami : Ryū Ibuki
- Shunsuke Ikeda : Takeshi Minami
- Ken Nishida : Fumio Kishida
- Kō Mitsui : Ippei Ueno
- Mika Katsuragi : Yuriko Oka
- Shin Kishida : Ken Sakata
- Rumi Sakakibara : Aki Sakata
- Hideki Kawaguchi : Jirō Sakata
- Kazuko Iw:aki : Rumiko Murano
- Susumu Fujita : Chef Kishida
- Kenji Sahara : Officier Satake

Interprètes vocaux:
- Isao Yatsu : Ultraman Jack[note 1], Ultraman, Alien Varduck, Alien Messie, Alien Zoole, Alien Sasahiler
- Ichirō Murakoshi : Ultraman Jack et Ultraseven
- Tetsuya Kaji : Alien Zeran et Draculas
- Ritsuo Sawa : Alien Nackle
- Osamu Saka : Alien Baltan Jr., Alien Stora, et Alien Bat
- Osamu Ichikawaa : Yametarans

## Production
Eiji Tsuburaya voulait initialement qu'Ultraseven soit la conclusion des séries Ultra. Cependant, en raison de l'augmentation des ventes de produits dérivés des trois premières séries et de la demande des fans pour une nouvelle série, Tsuburaya décida de développer la quatrième série Ultra. Tsuburaya conçut le titre de la série et l'idée était que la série soit la suite directe de la série de 1966, avec Shin Hayata (le personnage se transformant en Ultraman) passant la Beta Capsule à un nouvel hôte humain. L'idée fut soumise à Tokyo Broadcasting System (TBS) en avril 1969. Cependant, TBS et ses commanditaires demandèrent que la nouvelle série soit basée sur un nouveau Ultraman, séparé du personnage de 1966, pour des raisons de marketing et de merchandising.
Après la mort de Tsuburaya, son fils aîné Hajime fut nommé président de Tsuburaya Productions et rassembla une équipe pour réviser Return of Ultraman. Les trois premières séries furent rediffusées pour apaiser temporairement la demande des fans. Shozo Uehara et le producteur de TBS Yoji Hashimoto conçurent le concept final de la série. Des révisions furent faites sur le design du nouveau Ultraman, après des réponses des licenciés, pour éviter des similitudes avec l'Ultraman de 1966. Cela inclut de nouveaux gants, des nouvelles bottes, et des fines bandes autour des zones rouges pour le nouveau Ultraman. Le nouveau personnage fut référé en tant que « New Ultraman » par les fans et le nom fut utilisé par Tsuburaya Productions pour ses apparitions conséquences. Le personnage fut renommé en tant que « Ultraman Jack » en 1984 après que Tsuburaya Productions organisa un concours pour les enfants pour soumettre des suggestions.

## Épisodes
| No. | Titre | Réalisé par       | Écrit par                             | Première diffusion |
| --- | --- | ----------------- | ------------------------------------- | ------------------ |
| 1   | "All Monsters Attack" Transcription: "Kaiju Soh-Shingeki" (Japonais: 怪獣総進撃)                                                                                     | Ishirō Honda      | Shozo Uehara                          | 2 avril 1971       |
| 2   | "Takkong's Great Counterattack" Transcription: "Takkongu Dai-Gyakushu" (Japonais: タッコング大逆襲)                                                                  | Ishirō Honda      | Shozo Uehara                          | 9 avril 1971       |
| 3   | "The Monster Realm of Terror" Transcription: "Kyoufu No Kaiju Makyou" (Japonais: 恐怖の怪獣魔境)                                                                     | Masanori Kakei    | Shozo Uehara                          | 16 avril 1971      |
| 4   | "Fatal Attack! Meteor Kick" Transcription: "Hissatsu! Ryuusei Kikku" (Japonais: 必殺! 流星キック)                                                                    | Masanori Kakei    | Shozo Uehara                          | 23 avril 1971      |
| 5   | "Two Giant Monsters Attack Tokyo" Transcription: "Nidai Kaiju Toukyou O Shugeki" (Japonais: 二大怪獣東京を襲撃)                                                      | Yoshiharu Tomita  | Shozo Uehara                          | 30 avril 1971      |
| 6   | "Showdown! Monsters vs. MAT" Transcription: "Kessen! Kaiju Tai Matto" (Japonais: 決戦! 怪獣対マット)                                                                 | Yoshiharu Tomita  | Shozo Uehara                          | 7 mai 1971         |
| 7   | "Operation Monster Rainbow" Transcription: "Kaijū Reinbō Sakusen" (Japonais: 怪獣レインボー作戦)                                                                     | Ishirō Honda      | Shozo Uehara                          | 14 mai 1971        |
| 8   | "Monster Time Bomb" Transcription: "Kaijū Jigen Bakudan" (Japonais: 怪獣時限爆弾)                                                                                    | Masanori Kakei    | Shigemitsu Taguchi                    | 21 mai 1971        |
| 9   | "Monster Island S.O.S." Transcription: "Kaijū-jima S.O.S" (Japonais: 怪獣島SOS)                                                                                      | Ishirō Honda      | Masaru Igami                          | 28 mai 1971        |
| 10  | "Dinosaur Detonation Order" Transcription: "Kyōryū Bakuha Shirei" (Japonais: 恐竜爆破指令)                                                                           | Masanori Kakei    | Shozo Uehara                          | 4 juin 1971        |
| 11  | "Poison Gas Monster Appears" Transcription: "Dokugasu Kaijū Shutsugen" (Japonais: 毒ガス怪獣出現)                                                                    | Noboru Kaji       | Tetsuo Kinjo                          | 11 juin 1971       |
| 12  | "Revenge of Monster Shugaron" Transcription: "Kaiju Shugaron no Fukushiu" (Japonais: 怪獣シュガロンの復讐)                                                           | Noboru Kaji       | Shozo Uehara                          | 18 juin 1971       |
| 13  | "Terror of the Tsunami Monster, Tokyo in Peril" Transcription: "Tsunami Kaijū no Kyōfu Tōkyō dai Pinchi" (Japonais: 津波怪獣の恐怖 東京大ピンチ)                     | Yoshiharu Tomita  | Shozo Uehara                          | 25 juin 1971       |
| 14  | "Terror of the Two Giant Monsters, The Great Tokyo Tornado" Transcription: "Ni Dai Kaijū no Kyōfu, Tōkyō Ōtatsu Maki Fukushū" (Japonais: 二大怪獣の恐怖 東京大龍巻)  | Yoshiharu Tomita  | Shozo Uehara                          | 2 juillet 1971     |
| 15  | "Revenge of the Monster Boy" Transcription: "Kaijū Shōnen no Fukushū" (Japonais: 怪獣少年の復讐)                                                                     | Eizo Yamagiwa     | Shigemitsu Taguchi                    | 9 juillet 1971     |
| 16  | "The Mystery of Big Bird Monster Terochilus" Transcription: "Dai kaichō terochirusu no nazo" (Japonais: 大怪鳥テロチルスの謎)                                        | Eizo Yamagiwa     | Shozo Uehara                          | 16 juillet 1971    |
| 17  | "Monster Bird Terochilus, Big Air Raid of Tokyo" Transcription: "Kaichō Terochirusu Tōkyō Dai Kūbaku" (Japonais: 怪鳥テロチルス東京大空爆)                           | Eizo Yamagiwa     | Shozo Uehara                          | 23 juillet 1971    |
| 18  | "Here Comes Ultraseven!" Transcription: "Urutorasebun Sanjo!" (Japonais: ウルトラセブン参上)                                                                         | Yoshiharu Tomita  | Shinichi Ichikawa                     | 6 août 1971        |
| 19  | "The Invisible Giant Monster from Outer Space" Transcription: "Uchū kara kita tōmei dai kaijū" (Japonais: 宇宙から来た透明大怪獣)                                    | Noboru Kaji       | Shozo Uehara                          | 13 août 1971       |
| 20  | "The Monster is a Shooting Star in Space" Transcription: "Kaijū wa uchū no nagareboshi" (Japonais: 怪獣は宇宙の流れ星)                                               | Masanori Kakei    | Toshiro Ishido                        | 20 août 1971       |
| 21  | "The Monster Channel" Transcription: "Kaiju Channeru" (Japonais: 怪獣チャンネル)                                                                                     | Masanori Kakei    | Shinichi Ichikawa                     | 27 août 1971       |
| 22  | "Leave This Monster to Me" Transcription: "Kono kaijū wa ore ga yaru" (Japonais: この怪獣は俺が殺る)                                                                 | Eizo Yamagiwa     | Shinichi Ichikawa                     | 3 septembre 1971   |
| 23  | "Spit Out the Stars, Dark Monster!" Transcription: "Ankoū Kaijū Sei wo Hakidake" (Japonais: 鮟鱇怪獣 星を吐き出け!)                                                  | Eizo Yamagiwa     | Toshiro Ishido                        | 10 septembre 1971  |
| 24  | "Horror! Birth of the Apartment Monster" Transcription: "Senritsu Manshiyon Kaijū Tanjō" (Japonais: 戦慄! マンシヨン怪獣誕生)                                        | Yoshiharu Tomita  | Shozo Uehara                          | 17 septembre 1971  |
| 25  | "Leaving My Home Planet, Earth" Transcription: "Furusato chikyū o saru" (Japonais: ふるさと地球を去る)                                                               | Yoshiharu Tomita  | Shinichi Ichikawa                     | 24 septembre 1971  |
| 26  | "Mystery! Homicide Beetle Incident" Transcription: "Kikai! Satsujin Kabutomushi jiken" (Japonais: 奇怪！殺人甲虫事件)                                                | Masanori Kakei    | Shozo Uehara                          | 1er octobre 1971   |
| 27  | "Go to Hell With This Blow!" Transcription: "Kono ippatsu de Jigoku e Ike!" (Japonais: この一発で地獄へ行け！)                                                       | Masanori Kakei    | Shinichi Ichikawa                     | 8 octobre 1971     |
| 28  | "Operation Ultra Special Attack" Transcription: "Urutora tokkōdai sakusen" (Japonais: ウルトラ特攻大作戦)                                                            | Eizo Yamagiwa     | Akio Jissoji                          | 15 octobre 1971    |
| 29  | "Jiro Rides a Monster" Transcription: "Jirō-kun kaijū ni noru" (Japonais: 次郎くん怪獣に乗る)                                                                        | Eizo Yamagiwa     | Shigemitsu Taguchi                    | 22 octobre 1971    |
| 30  | "The Cursed Bone God Oxter" Transcription: "Noroi no Hone-shin Okusutā" (Japonais: 呪いの骨神オクスター)                                                             | Tadashi Mafune    | Toshiro Ishido                        | 29 octobre 1971    |
| 31  | "In Between Devil and Angel..." Transcription: "Akuma to Tenshi no ma ni" (Japonais: 悪魔と天使の間に)                                                               | Tadashi Mafune    | Shinichi Ichikawa                     | 5 novembre 1971    |
| 32  | "Duel Under the Setting Sun" Transcription: "Rakujitsu no Kettō" (Japonais: 落日の決闘)                                                                              | Jun Oki           | Kitao Senzoku                         | 12 novembre 1971   |
| 33  | "The Monster Tamer and the Boy" Transcription: "Kaijū Tsukai to Shōnen" (Japonais: 怪獣使いと少年)                                                                   | Shohei Tojo       | Shozo Uehara                          | 19 novembre 1971   |
| 34  | "An Unforgiven Life" Transcription: "Yurusarezaru Inochi" (Japonais: 許されざるいのち)                                                                               | Eizo Yamagiwa     | Toshiro Ishido & Shinichiro Kobayashi | 26 novembre 1971   |
| 35  | "Cruel! Light Monster Prizuma" Transcription: "Zankoku! Hikari Kaijū Purizu Ma" (Japonais: 残酷! 光怪獣プリズ魔)                                                     | Eizo Yamagiwa     | Shin Akekawa                          | 3 décembre 1971    |
| 36  | "Banish the Night" Transcription: "Yoru o ke chirase" (Japonais: 夜を蹴散らせ)                                                                                       | Masanori Kakei    | Toshiro Ishido                        | 10 décembre 1971   |
| 37  | "Ultraman Dies at Sunset" Transcription: "Urutoraman Yūhi ni Shisu" (Japonais: ウルトラマン夕陽に死す)                                                               | Yoshiharu Tomita  | Shozo Uehara                          | 17 décembre 1971   |
| 38  | "When the Star of Ultra Shines" Transcription: "Urutoranohoshi Hikaru Toki" (Japonais: ウルトラの星光る時)                                                           | Yoshiharu Tomita  | Shozo Uehara                          | 24 décembre 1971   |
| 39  | "Winter Horror Series: 20th Century Abominable Snowman" Transcription: "Fuyu no Kaiki Shirizu - Niju Seiki no Yuki Otoko" (Japonais: 冬の怪奇シリーズ・20世紀の雪男) | Masanori Kakei    | Shigemitsu Taguchi                    | 7 janvier 1972     |
| 40  | "Winter Horror Series: The Phantom Snow Woman" Transcription: "Fuyu no Kaiki Shirizu - Maboroshi no Yuki Onna" (Japonais: 冬の怪奇シリーズ・まぼろしの雪女)          | Masanori Kakei    | Toshiro Ishido                        | 14 janvier 1972    |
| 41  | "The Revenge of Alien Baltan Jr." Transcription: "Barutan Seijin Junia no Fukushu" (Japonais: バルタン星人Jr.の復習)                                                 | Takaharu Saeki    | Shukei Nagasaka                       | 21 janvier 1972    |
| 42  | "The Monster that Stands on Mt. Fuji" Transcription: "Fuji ni Tatsu Kaijū" (Japonais: 富士に立つ怪獣)                                                                | Takaharu Saeki    | Toshiro Ishido                        | 28 janvier 1972    |
| 43  | "The Demon God Howls at the Moon" Transcription: "Majin tsuki ni hoeru" (Japonais: 魔神月に咆える)                                                                   | Masanori Kakei    | Toshiro Ishido                        | 4 février 1972     |
| 44  | "To the Starry Sky with Love" Transcription: "Hoshizora ni ai o komete" (Japonais: 星空に愛をこめて)                                                                 | Masanori Kakei    | Shigemitsu Taguchi                    | 11 février 1972    |
| 45  | "Assassinate Hideki Go!" Transcription: "Go Hideki Ō Ansantsu seyo" (Japonais: 郷秀樹を暗殺せよ!)                                                                    | Noboru Kaji       | Masao Saito                           | 18 février 1972    |
| 46  | "Fill This Blow with Anger" Transcription: "Kono ichigeki ni ikari o komete" (Japonais: この一撃に怒りをこめて)                                                      | Noboru Kaji       | Shigemitsu Taguchi                    | 25 février 1972    |
| 47  | "The Marked Woman" Transcription: "Newarata Ōnna" (Japonais: 狙わらた女)                                                                                             | Takaharu Saeki    | Toshiro Ishido                        | 3 mars 1972        |
| 48  | "We'll Take Earth!" Transcription: "Chikyū Itadakimasu" (Japonais: 地球頂きます)                                                                                     | Takaharu Saeki    | Mieko Osanai                          | 10 mars 1972       |
| 49  | "MAT is the Name of Space Warriors" Transcription: "Uchuu Senshi Sono Nama Matto" (Japonais: 宇宙戦士その名まMAT)                                                    | Shūe Matsubayashi | Masaru Igami                          | 17 mars 1972       |
| 50  | "Invitation from Hell" Transcription: "Jigoku Kara no Sasoi" (Japonais: 地獄からの誘い)                                                                              | Shūe Matsubayashi | Masao Saito                           | 24 mars 1972       |
| 51  | "The Five Oaths of Ultra" Transcription: "Urutora Go tsu no Chikai" (Japonais: ウルトラ5つの誓い)                                                                    | Ishirō Honda      | Shozo Uehara                          | 31 mars 1972       |

## Post-sortie

### Manga
Une série de manga d'Akira Mizuho fut publiée dans Bessatsu Shōnen Sunday de mai à décembre 1971.

## Vidéo maison
En novembre 2015, Tsuburaya Productions et Bandai Visual sortirent la série sur Blu-ray au Japon. En juillet 2019, Mill Creek Entertainment annonça qu'elle avait acquise la plupart de la bibliothèque Ultraman de Tsuburaya Productions via Indigo Entertainment, incluant 1 100 épisodes de télévision et 20 films. Mill Creek sortit la série sur Blu-ray et en digital en Amérique du Nord le 25 février 2020, dans des ensembles standards et steelbook.
En juillet 2020, Shout! Factory annonça avoir conclu un accord pluriannuel avec Alliance Entertainment et Mill Creek, avec les bénédictions de Tsuburaya et d'Indigo, qui leur ont accordé les droits digitaux exclusifs SVOD et AVOD sur les séries et films Ultra (1 100 épisodes et 20 films) acquis par Mill Creek l'année précédente. Return of Ultraman, parmi d'autres titres, sera diffusé en streaming aux États-Unis et au Canada sur Shout! Factory TV et Tokushoutsu.